# Phạm Quỳnh Anh
Ne doit pas être confondu avec Quỳnh Anh.
Phạm Quỳnh Anh, née à Hanoï (Viêt Nam) le 24 août 1984, est une chanteuse et actrice vietnamienne.

## Biographie
En 1997, Phạm Quỳnh An est la chanteuse du groupe populaire féminin Sac Mau de Hanoï. Après la dissolution du groupe, elle forme en décembre 2004 avec Luong Bich Huu et Thu Thuy un autre groupe féminin, H.A.T., groupe qui n'a existé que six mois, mais qui a obtenu de nombreux succès. En 2006, elle se lance ensuite dans une carrière solo mais doit être opérée d'une tumeur bénigne. Après deux ans d'absence sur scène, elle revient à la chanson avec un morceau qui obtient un succès commercial.
Phạm Quỳnh Anh tient un des rôles principaux dans la comédie romantique The Long Gone Boy (en vietnamien : Chang trai năm Ay) de 2014 réalisée par Nguyễn Quang Huy.

### Vie privée
Phạm Quỳnh Anh est la deuxième fille d'une fratrie de trois sœurs. Elle se marie le 10 mai 2012 avec le compositeur, producteur et réalisateur Nguyen Quang Huy, qui est également le patron de la société World Entertainment dans laquelle elle travaille.
En novembre 2012, Quynh Anh donne naissance à son premier enfant, une fille prénommée Tue Lam. En août 2017, elle a une deuxième fille, An.
Après près d'un an de séparation, en octobre 2018, le couple annonce divorcer,.
À nouveau en couple avec un partenaire en dehors de l'industrie du divertissement, Pham Quynh Anh donne naissance en juillet 2022 à sa troisième fille.